# Japanagromyza macroptilivora
Japanagromyza macroptilivora är en tvåvingeart som beskrevs av Esposito och Prado 1993. Japanagromyza macroptilivora ingår i släktet Japanagromyza och familjen minerarflugor. Inga underarter finns listade i Catalogue of Life.